# Lestoidea (superfamilie)
De Lestoidea vormen een superfamilie van libellen uit de onderorde van de Zygoptera (Juffers). De superfamilie wordt door sommige auteurs Lestinoidea genoemd om verwarring met het geslacht Lestoidea te vermijden. 
De superfamilie omvat de volgende families:
- Familie: Hemiphlebiidae Kennedy, 1920
- Familie: Perilestidae Kennedy, 1920 (Schaduwpantserjuffers)
- Familie: Synlestidae Tillyard, 1917
- Familie: Lestidae Calvert, 1901 (Pantserjuffers)